# Taeromys
Taeromys — рід пацюків (Rattini), що зустрічається виключно на острові Сулавесі, Індонезія.

## Морфологічна характеристика
Це великі гризуни з довжиною голови й тулуба від 154 до 240 мм, довжиною хвоста від 156 до 306 мм і вагою до 315 грамів. Тіло кремезне, з коротким, м'яким, густим і шовковистим волосяним покривом. Зверху шерсть забарвлена в бурий або сіро-коричневий колір, низ світло-сірий. Хвіст зазвичай темний у передній частині, стаючи світлішим до кінчика. Хвіст зазвичай (за винятком одного виду) коротший за голову і тулуб. Задні лапи довгі та стрункі; череп стрункий.

## Поширення й екологія
Ці гризуни є ендеміками індонезійського острова Сулавесі. Середовище проживання — ліси, як низинні, так і гірські. Раціон складається з фруктів, листя та комах. Про спосіб життя мало що відомо.